# زبان‌های اشاره ویتنامی
زبان‌های اشاره ویتنامی زبان‌های اشاره‌ای است که توسط ناشنوایان و کم شنوایان در ویتنام استفاده می‌شود. آن‌ها به سه گروه بومی شهرهای هوشی‌مین، هانوی و هایفونگ تقسیم می‌شوند و زیرگروهی از خانواده زبان اشاره فرانسوی هستند. در ویتنام تلاش‌هایی برای ایجاد یک زبان معیار اشاره واحد انجام گرفته‌است.